# Uhlenhorst
Uhlenhorst este un oraș din Namibia. Are o biserică.